# Premio Ostrowski
El Premio Ostrowski es un premio matemático otorgado bienalmente por un jurado internacional de las universidades de Basilea, Jerusalén y Waterloo, así como las academias de Dinamarca y los Países Bajos. Alexander Ostrowski, un veterano profesor de la Universidad de Basilea, cedió su patrimonio a la fundación para establecer un premio para recompensar logros extraordinarios en matemática pura y los fundamentos de las matemáticas numéricas. Actualmente, comporta un premio de 100.000 francos suizos.

## Lista de ganadores
- 1989: Todomatsu (Francia / Estados Unidos)
- 1991: Jean Bourgain (Bélgica)
- 1993: Miklos Laczkovich (Hungría) y Marina Ratner (Rusia / EE. UU.)
- 1995:: Yuri V. Nesterenko (Rusia) y Gilles I. Pisier (Francia)
- 1999: Alexander A. Beilinson (Rusia / EE. UU.) y Helmut H. Hofer (Suiza / EE. UU.)
- 2001: Henryk Iwaniec (Polonia / EE. UU.), Peter Sarnak (Sudáfrica / EE. UU.) y Richard L. Taylor (Reino Unido / EE. UU.)
- 2003: Paul Seymour (Reino Unido)
- 2005: Ben Green (Reino Unido) y Terence Tao (Australia / EE. UU.)
- 2007: Oded Schramm (Israel / EE. UU.)
- 2009: Sorin Popa (Rumania / EE. UU.)
- 2011: Ib Madsen (Dinamarca), David Preiss (Reino Unido) y Kannan Soundararajan (India/EE. UU.)
- 2013: Yitang Zhang (EE. UU.)
- 2015: Peter Scholze (Alemania)
- 2017: Akshay Venkatesh  (India / Australia)[1]
- 2019: Assaf Naor (Israel / EE. UU.)[2]